# Lophocebus
Lophocebus è un genere di scimmie del Vecchio Mondo appartenenti alla famiglia Cercopithecidae, diffuso in Africa occidentale.

## Descrizione
Tendono ad avere un mantello scuro, palpebre dello stesso colore della pelle facciale e ciuffi di peli sulle mani. La lunghezza del corpo è tra 40 e 72 cm, quella della coda tra 45 e 100 cm, il peso varia tra 4 e 11 kg. La differenza di dimensioni tra maschi e femmine è meno accentuata di quella degli altri generi della tribù dei papionini.

## Distribuzione e habitat
Vivono in Africa centrale: l'areale si estende dall'Angola settentrionale, la Repubblica Democratica del Congo e la Tanzania fino alla Nigeria sudorientale. L'habitat è la foresta pluviale tropicale, in prossimità dei corsi d'acqua.

## Biologia
L'attività è diurna e quasi esclusivamente arboricola. Vivono in gruppi territoriali, costituiti da più maschi adulti, femmine e giovani, per un totale compreso in genere tra 10 e 20 individui. I gruppi si mantengono a istanza con grida.
La dieta è varia e comprende frutta, altri vegetali e piccoli animali.

## Sistematica
Un altro genere di cercocebi, Cercocebus, era ritenuto in passato molto imparentato con queste scimmie, tanto che tutte le specie venivano classificate nello stesso genere. Comunque, si è scoperto che le specie di Lophocebus sono più strettamente imparentate con i babbuini del genere Papio, mentre le specie di Cercocebus sono più imparentate col mandrillo. Nel 2006, il cercocebo degli altopiani venne rimosso da Lophocebus e posto in un nuovo genere, Rungwecebus, il primo nuovo genere di primati dopo 83.
Le specie del genere Lophocebus riconosciute sono tre: 
- Lophocebus albigena - cercocebo dal mantello
- Lophocebus aterrimus - cercocebo dal ciuffo
- Lophocebus opdenboschi - cercocebo di Opdenbosch

Il primatologo britannico Colin Groves ha annunciato l'individuazione di una nuova specie con areale limitato alla foresta di Mabira in Uganda, da lui battezzata Lophocebus ugandae.  La notizia è stata data al congresso dell'International Primatological Society tenutosi ad Entebbe nel 2006, ma la descrizione della nuova specie non è stata ufficialmente pubblicata e la validità di tale scoperta viene messa in dubbio da fonti autorevoli secondo le quali potrebbe trattarsi semplicemente di una sottospecie di L. albigena .